# پاسیلای شرقی
پاسیلای شرقی (به فنلاندی: Itä-Pasila) یک منطقهٔ مسکونی در فنلاند است که در هلسینکی واقع شده‌است. پاسیلای شرقی ۰٫۹۲ کیلومتر مربع مساحت و ۳٬۸۳۳ نفر جمعیت دارد.